# 11/22/63
11/22/63 (no Brasil, Novembro de 63 e 22-11-63 em Portugal), é um romance de ficção-científica de Stephen King, publicado em novembro de 2011 pela editora Scribner e lançado em outubro de 2013 no Brasil pela editora Suma de Letras.
O livro conta a história de um viajante do tempo que trata de impedir o assassinato de John F. Kennedy que ocorreu em 22 de Novembro de 1963. O romance foi anunciado no site do autor em 2011, um breve estrato foi publicado em junho daquele ano, outro foi publicado em outubro de 2011 pela Entertainment Weekly e depois foi lancada a versão final. Ganhou o prêmio de Melhor Mistério/Thriller pela Los Angeles Times e foi indicada como Melhor Romance pelo Prêmio British Fiction e ao Prêmio Locus pela Melhor Ficção-científica.
Segundo King, a primeira vez que tentou escrever o livro foi em 1973, gerando apenas 14 páginas e tendo de desistir do projeto devido à falta de tempo para realizar as pesquisas necessárias para a continuidade da escrita, por ainda trabalhar como professor ginasial, na época.
Em 2016 o romance foi adaptado para uma minissérie de televisão do canal Hulu intitulada 11.22.63.

## Personagens
- Jake Epping
- Al Templeton
- Frank Dunning
- Harry Dunning
- Deacon Simmons ("Deke")
- Mimi Corcoran Simmons ("Miz Mimi")
- Sadie Dunhill
- Ellen Dockerty ("Miz Ellie")

## Adaptação televisiva
Em 22 de setembro de 2014 foi anunciado que os planos para uma série de televisão baseada no romance foram assumidos pelo canal Hulu. James Franco foi escolhido para estrelar como o personagem Jake Epping. Em 2016 a minissérie 11.22.63 estreou seu primeiro episódio no dia 15 de fevereiro e o último foi exibido em 4 de abril do mesmo ano.  